# Mandarine (Comic)
Mandarine (frz. Marine) ist ein Comic von Pierre Tranchand (Zeichnungen) und François Corteggiani (Text), dessen deutschsprachige Fassung von 1989 bis 1993 bei comicplus+ erschienen ist.
Der Comic, der dem Genre Funny zuzuordnen ist, handelt von der Piratentochter Mandarine, die zusammen mit ihrem Hund Pepito und befreundeten Seeleuten diverse Abenteuer erlebt. Durch ihre Pfiffigkeit und ihre Fähigkeit als Bauchrednerin übersteht sie diverse Abenteuer.
Im französischsprachigen Original erschien der Comic ab 1979 in der Zeitschrift Pif Gadget. Insgesamt entstanden für Pif Gadget  36 Kurzgeschichten und 2 einseitige Gags. Die Kurzgeschichten wurden ab 2003 auch in fünf Alben verlegt, wobei die Geschichten neu koloriert wurden. Von den Kurzgeschichten erschienen sieben auf Deutsch in der Zeitschrift Yps unter dem Titel Alix, die Piratentochter.
In den folgenden Pif Gadget-Heften wurden die angegebenen Kurzgeschichten abgedruckt, wobei die sieben in Yps abgedruckten Geschichten zugeordnet wurden. Bei (noch) ungesicherter Zuordnung wurde ein Fragezeichen gesetzt.
- 544 Marine fille de pirate
- 548 Les naufrageurs
- 552 A l’abordage
- 556 Le roi d’Espagne
- 560 La taverne de Bart–le–borgne
- 564 Travaux forcés
- 568 Seule au monde
- 572 La terreur des sept mers
- 575 Rendez–vous à La Barbaque
- 580 Le sorcier
- 585 La partie de pêche
- 590 Le medaillon
- 595 Cap au large
- 600 Calme plat
- 608 L’empereur des singes (deutsch in Yps 359?)
- 610 Escale à Pink Pig Bay
- 613 Gag (Einseiter)
- 614 Le vaisseau fantôme (deutsch in Yps 337)
- 617 Les porcs de l’angoisse (deutsch in Yps 341?)
- 620 Fort Bourgeon (deutsch in Yps 345)
- 625 L´idole (deutsch in Yps 357?)
- 629 Le trésor du caiman noir (deutsch in Yps 349)
- 632 Le lac maudit
- 633 Gag (Einseiter)
- 637 L’envoyé de Benjamin
- 645 Une rencontre impromptue (deutsch in Yps 353)
- 650 Le rendez–vous manqué
- 654 Les doublons
- 659 Philadelphie
- 668 Les rangers
- 671 Old Man River
- 673 La longue traque
- 675 Le duel
- 679 Gare au grizzly
- 689 Le requin d´eau douce
- 695 Fort Ticondéroga
- 698 Pacifique que ça
- 700 Safari dans les îles

## Alben
1984 wurde die Serie im französischsprachigen Original mit Geschichten in Albenlänge erneut gestartet. Der Vorabdruck erfolgte im Journal de Mickey, später in Hello Bédé. Die erste Geschichte Das Vermächtnis vom Schwarzen Turm ist in der Reihe Lila Gorilla Comics auch bei Ehapa erschienen. Neben der deutschen gab es auch eine niederländische Ausgabe der Reihe.
Bei comicplus+ sind zwischen November 1989 und September 1993 folgende Bände erschienen:
1. Das Vermächtnis vom Schwarzen Turm (fr. Le serment de la tour noire), ISBN 3-924623-58-9
2. Kurs offene See (fr. Cap au large), ISBN 3-924623-61-9
3. Der Schatz des Kaimans (fr. Le trésor du caiman), ISBN 3-924623-71-6
4. Kaiser aller Affen (fr. L'empereur des singes), ISBN 3-924623-80-5
5. Die Augen des Kukulkan (fr. Les yeux du Kukulkan), ISBN 3-924623-90-2
6. Die Teufelsgrotte (fr. Traquenard en Corse; im Original Band 7), ISBN 3-89474-030-2

Die folgenden Alben sind bisher nicht auf Deutsch erschienen:
1. Les lutins de Morleroc (1988)
2. La princesse engloutie (1990)
3. Les demoiselles du Québec (1992)